# Jastrzębiec leśny
Jastrzębiec leśny (Hieracium murorum L.) – gatunek rośliny z rodziny astrowatych. Znany też jako jastrzębiec murowy. Występuje w Europie oraz na części obszaru Azji (Kaukaz, Zakaukazie, Turcja). W Polsce jest pospolity na terenie całego kraju. 

## Morfologia

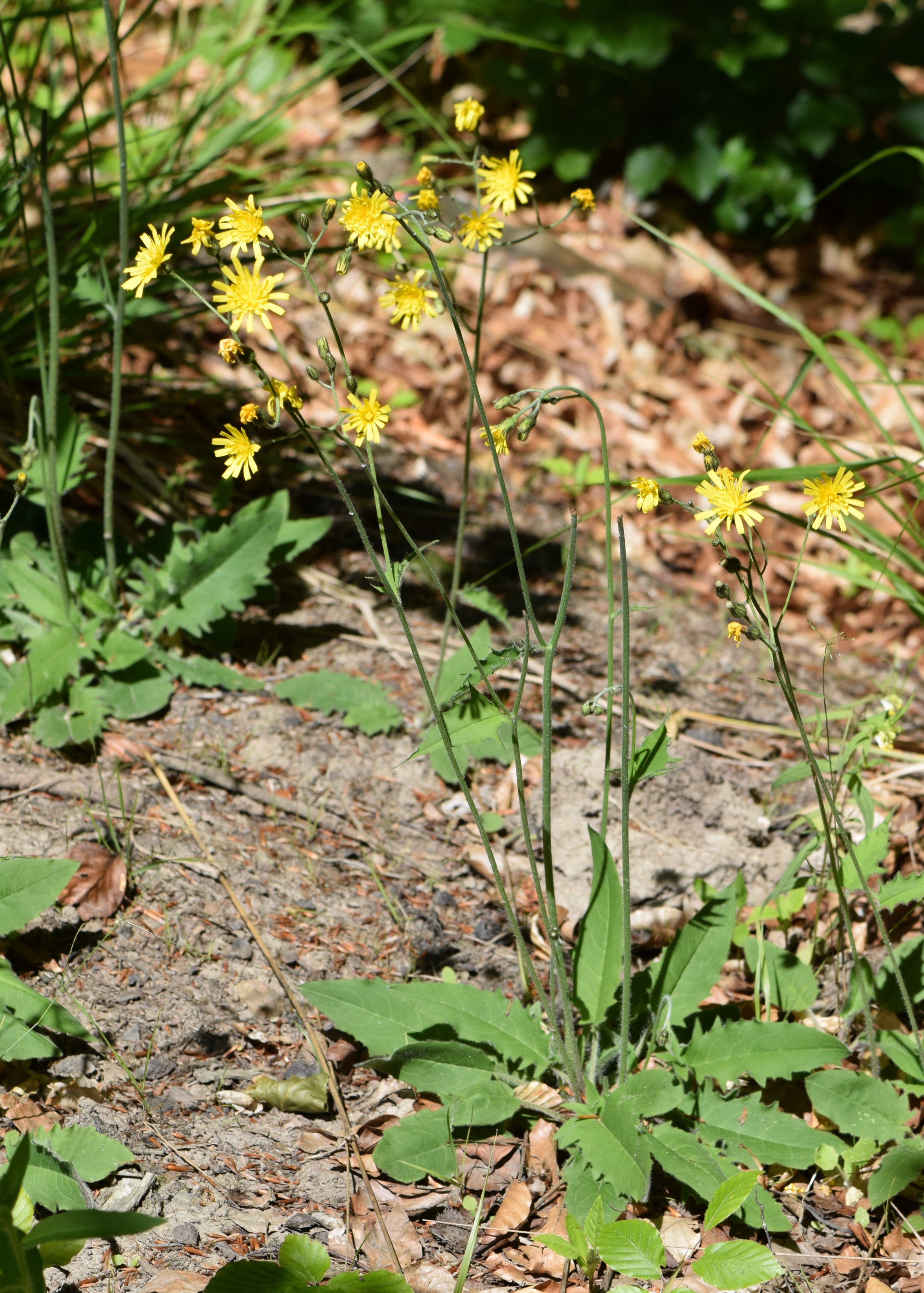
Pokrój

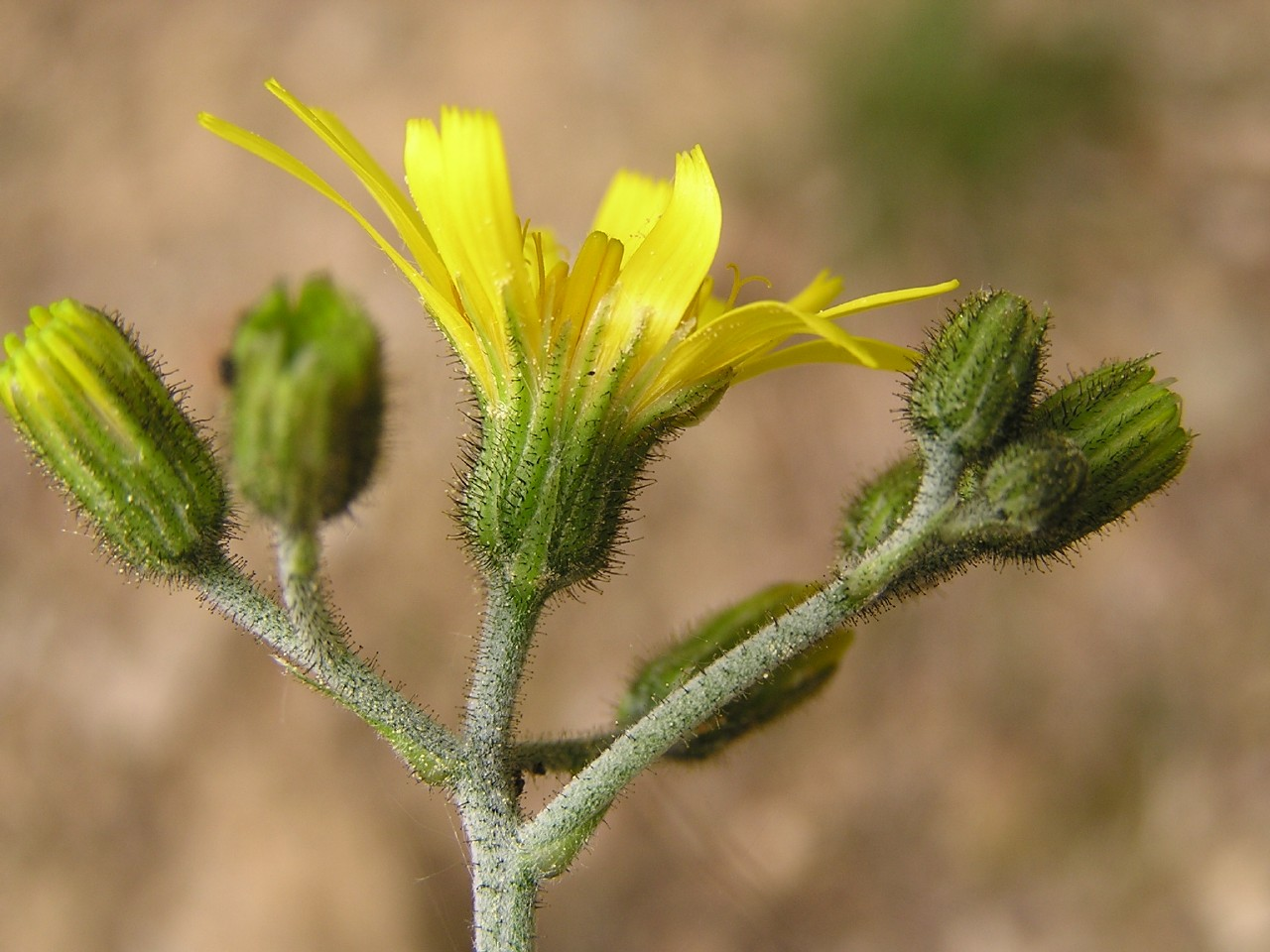
Kwiatostan złożony

ŁodygaJest rozgałęziona w obrębie kwiatostanu, wyprostowana, o wysokości od 20 cm do 50, rzadko do 80 cm. Obła, przynajmniej w górnej części kutnerowata (włoski gwiazdkowate i gruczołowate), u dołu łysiejąca.
LiścieLiście różyczkowate liczne, szorstko owłosione (z czasem łysiejące), oszczepowate, długoogonkowe, ząbkowane, o zaokrąglonej nasadzie lub ucięte, rzadko tylko zwężające się w ogonek. Liście te utrzymują się także podczas kwitnienia rośliny. Liście łodygowe jeśli są obecne to zwykle tylko jeden, rzadziej dwa, podobne do odziomkowych. Poza tym obecne są siedzące, lancetowate i poszarpane przylistki.
KwiatyZebrane w koszyczki, a te z kolei w kwiatostany 4-15-główkowe. Pojedyncze koszyczki kwiatowe mają cylindrycznojajowatą okrywę złożoną z równowąskich łusek pokrytych włoskami gruczołowymi i gwiazdkowatymi (bardzo rzadko zdarza się domieszka włosków szczeciniastych). Listki okrywy występują w kilku szeregach dachówkowato zachodzących na siebie. Kwiaty żółte, nagie, na szczycie krótko orzęsione. Puch kielichowy składa się 1-2 szeregów giętkich i śnieżnobiałych włosków.
OwoceSzare niełupki z długim dzióbkiem, żeberkowane (na szczycie żeberka połączone w pierścień). Każdy owoc zawiera parasolowaty puch kielichowy, stanowiący aparat lotny, zwiększający powierzchnię lotną. Owoce z koszyczka tworzą puszystą kulę (dmuchawca).

## Biologia i ekologia
Bylina. Kwitnie od maja do sierpnia. Nasiona roznoszone są przez wiatr (anemochoria). Siedlisko: występuje na suchych stanowiskach w lasach liściastych i mieszanych, w miejscach bardziej nasłonecznionych, rośnie także na skałach, murach. Roślina światłolubna. Preferuje gleby próchniczne, nieco kamieniste. W klasyfikacji zbiorowisk roślinnych, gatunek charakterystyczny dla klasy Quercetea robori-petraeae, wyróżniający dla zespołu Abieti-Picetum (montanum) i podzespołu Vaccinio-Abietenion. Liczba chromosomów 2n= 27,36.

## Systematyka i zmienność
Gatunek należy do sekcji Vulgata Fr, podsekcji Vulgata Zahn. Jest bardzo zmienny, opisano ok. 600 podgatunków trudnych do rozróżnienia. W niektórych ujęciach Hieracium vulgatum sensu lato traktowany jest jako gatunek zbiorowy, a podgatunki podnoszone są do rangi drobnych gatunków.